# Хлопчик і чапля
«Хлопчик і чапля» (яп. 君たちはどう生きるか, Kimitachi wa Dō Ikiru ka, досл. Як ви живете? / Як ви поживаєте?) — японський анімаційний фільм Studio Ghibli, сценаристом і режисером якого є Міядзакі Хаяо. Він названий на честь однойменного роману Гендзабуро Йошино 1937 року, але має оригінальну історію, не пов'язану з романом.
Розповсюджений Toho, фільм вийшов в Японії 14 липня 2023 року. Випуск фільму відзначається навмисною відсутністю будь-якої реклами, оскільки Studio Ghibli вирішила не публікувати жодних трейлерів чи зображень фільму перед його прем'єрою, за винятком одного постера.

## Сюжет
Під час Другої світової війни хлопчик Махіто Макі втрачає свою матір Хісако, яка загинула під час пожежі в лікарні в Токіо. Батько Махіто, Шоїчі, власник фабрики авіаційних боєприпасів, одружується з Нацуко, сестрою своєї покійної дружини. Вони переселяються до сільського маєтку Нацуко, розташованого далеко від воєнних дій. Махіто помічає синю чаплю, яка веде його до замкненої вежі, збудованої дідусем Нацуко.
У місцевій школі Махіто погано сприймають, бо він з заможної родини. Щоб не йти до школи, хлопчик розбиває собі голову каменем. Наступного дня він лишається вдома та чує, як чапля говорить до нього, кличучи за собою. Спершу Махіто не відпускає стара покоївка, але хлопчик намірюється розшукати чаплю. При наступній зустрічі чапля обіцяє відвести Махіто до його матері. Хлопчика ледь не забирає зграя жаб, але його рятує Нацуко, метнувши стрілу. Махіто вирішує вбити чаплю, для чого майструє стрілу з її пір'я. Потім він знаходить книгу «Як ви живете?», залишену його матір'ю, та помічає ще декілька дивних подій у будинку.
Згодом вагітна Нацуко несподівано йде до лісу та зникає. Махіто з покоївкою Кіріко шукають її у вежі, де чапля показує Хісако, яка виявляється ілюзією. Розлючений Махіто стріляє в чаплю стрілою, яка переслідує птаха й пронизує йому дзьоб. Чапля набуває своєї справжньої форми перевертня, людини-птаха. З'являється чарівник, який наказує перевертню вести Махіто та Кіріко до нього. Всі троє провалюються під підлогу.
Махіто потрапляє до іншого світу, населеного птахами. Його рятує від нападу пеліканів молода Кіріко, вправна рибалка, яка вміє створювати вогонь за допомогою чарівної палички. Вони ловлять і продають велетенську рибину бульбашкоподібним духам вараварам, які потім злітають у небо, щоб переродитися. Дівчина Хімі захищає вараварів від пеліканів. Один з пеліканів, помираючи, пояснює, що птахи потрапили в цей світ і шукають поживу. Кіріко виступає посередником між Махіто та перевертнем, і хлопчик лагодить дзьоб перевертня, повертаючи йому здатність ставати птахом. Потім їх розлучає напад папуг-людожерів. Хімі рятує Махіто і показує йому копію вежі, в якій міститься багато дверей, що ведуть у різні світи. Хімі демонструє, що Махіто може повернутися додому крізь одні двері, але якщо відпустить ручку дверей, то вже не зможе повернутися до вежі. Хлопчик відмовляється йти без Нацуко і Шоїчі лише на мить встигає побачити сина. Покоївки розповідають Шоїчі, що вежа була збудована навколо метеорита, який впав багато років тому. Одного разу юна Хісако ввійшла в неї та зникла на рік, після чого повернулася, не пам'ятаючи, що сталося в вежі.
Проникнувши в королівство папуг, Махіто знаходить Нацуко та визнає її своєю новою матір'ю. Хімі, Махіто та перевертень непритомніють при нападі папуг. Бувши без тями, Махіто зустрічає чарівника, яким виявляється дід Нацуко. Чарівник просить Махіто стати опікуном цього світу, який підтримується 13-ма кам'яними фігурами. Він пропонує хлопчику переробити світ на власний розсуд, але Махіто відчуває, що фігури наповнені злобою, і відмовляється. Він отямлюється в палаці папуг, які збираються його з'їсти. Перевертень, переодягнувшись папугою, визволяє хлопчика. Вони розшукують Нацуко та Хімі, яку король папуг приводить до чарівника, щоб обміняти її на фігури та переробити світ під себе. Чарівник збирає нові фігури, і благає Махіто побудувати з ними кращий світ, але Махіто знову відмовляється, бо він сам теж наповнений злобою до однокласників, а тому не зможе створити гарний світ.
Король папуг отримує фігури, але не може їх правильно розташувати. Він розрубує фігури шаблею, що призводить до руйнування світу. Махіто, Хімі та перевертень тікають до вежі, возз'єднуючись із Нацуко та молодою Кіріко. Махіто пропонує Хімі піти з ним, але вона пояснює, що врятується іншими дверима, бо вона — це юна Хісако, матір Махіто. Хлопчик попереджає, що тоді вона загине в пожежі, але Хімі погоджується на це. Махіто повертається з Нацуко додому, за ними тікають і папуги, перетворюючись на звичайних птахів. Перевертень також рятується і помічає, що Махіто зберіг одну фігуру й радить йому забути про свою пригоду. Лялька-оберіг, яку Махіто взяв у палаці, перетворюється на стару Кіріко.
Через два роки Махіто повертається до Токіо разом із Соїчі, Нацуко та своїм новим зведеним братом.

## Ролі озвучували
| Актор          | Роль           |
| -------------- | -------------- |
| Сома Сантокі   | Махіто Макі    |
| Масаки Суда    | Сіра чапля     |
| Аймён          | Хімі           |
| Йошіно Кімура  | Нацуко         |
| Шохей Хіно     | двоюродний дід |
| Ко Сібасакі    | Кіріко         |
| Такуя Кімура   | Сеїті Макі     |
| Джун Кунімура  | Король папуг   |
| Каору Кобаясі  | пелікан        |
| Кейко Такешіта | Ідзумі         |
| Дзюн Фубукі    | Утако          |
| Сінобу Отаке   | Айко           |
| Савако Агава   | Еріко          |
| Карен Такізава | Варавара       |

## Створення
Після виходу «Вітер дужчає» Хаяо Міядзакі провів прес-конференцію у Венеції у вересні 2013 року, оголосивши про свою відставку, сказавши: «Я знаю, що багато разів говорив, що піду на пенсію в минулому. Багато хто з вас, мабуть, думає: „Ще раз“. Але цього разу я цілком серйозний». Однак пізніше Міядзакі передумав і вирішив повернутися, щоб зняти ще один фільм. Він розпочав анімаційну роботу в липні 2016 року, пізніше це підтвердив керівник студії Тошіо Сузукі. Коли Міядзакі вийшов на пенсію, Studio Ghibli відновила роботу з багатьма колишніми співробітниками, які працювали над проєктом. У жовтні 2017 року Studio Ghibli оголосила, що фільм буде називатися «Як ви живете?», за однойменним романом 1937 року Гензабуро Йосіно. Спочатку повідомлялося, що фільм буде непрямою адаптацією роману, однак ближче до виходу фільму продюсер Тошіо Сузукі заперечив, що роман пов'язаний із романом, крім назви, що надихає. Судзукі сказав, що Міядзакі працює над фільмом для свого онука, щоб сказати, що «дідусь скоро відійде в інший світ, але залишить тобі цей фільм». Раніше вважалося, що фільм вийде приблизно під час літніх Олімпійських ігор 2020 року.
У серпні 2018 року Судзукі заявив, що фільм планується завершити у 2021 або 2022 році. В інтерв'ю NHK наприкінці 2019 року Міядзакі заявив, що фільм не очікується найближчим часом; він сказав, що в молодості створював 10 хвилин анімації щомісяця, але тепер його швидкість скоротилася до 1 хвилини на місяць. Станом на жовтень 2019 року було підтверджено, що фільм готовий на 15 %. У травні 2020 року Судзукі описав Entertainment Weekly, що це був «великий фантастичний» фільм, а також сказав їм, що над фільмом працювало 60 аніматорів і що після трьох років виробництва було завершено приблизно 36 хвилин, сказавши, що «ми все ще малюємо вручну, але нам потрібно більше часу, щоб завершити фільм, тому що ми малюємо більше кадрів», і вони «сподівалися, що це закінчиться протягом наступних трьох років». У грудні 2020 року Сузукі заявив, що виробництво працює без дедлайнів, подібно до «Казки про принцесу Кагую» (2013), на створення якої пішло вісім років. Він сказав, що анімація наполовину завершена, що виробництво йде швидше через обмеження, пов'язані з COVID-19, які вимагають від них роботи вдома, і що фільм триватиме 125 хвилин. Він також розповів, що Хаяо Міядзакі хотів адаптувати «Вуховертку та відьму» (2020) під час розробки, але натомість його син Горо керував адаптацією. 13 грудня 2022 року компанія Toho оголосила, що випустить фільм у японських кінотеатрах 14 липня 2023 року.

## Реліз
«Хлопчик і чапля» планувалося випустити в Японії 14 липня 2023 року. Фільм вийшов на екрани Японії без традиційної маркетингової кампанії, без трейлерів і рекламних знімків фільму до його прем'єри, за винятком єдиного постера. Таке рішення було прийнято Сузукі, який вирішив відмовитися від традиційних маркетингових методів через занепокоєння щодо надмірного розкриття змісту фільму, у відповідь на те, що, на його думку, є фундаментальною перевагою серед кіноглядачів, які віддають перевагу більш загадковому кінематографічному досвіду.
Акторський склад та знімальна група не розголошувалися до самої дати релізу. Після допрем'єрного показу, що відбувся наприкінці лютого 2023 року, під час якого діяли суворі заходи конфіденційності, після фінальних титрів було зачитано повідомлення від Міядзакі: «Можливо, ви не зрозуміли його. Я сам цього не розумію».
29 червня 2023 року, під час відкриття Friday Road Show та Ghibli Exhibition Tokyo 2023, Судзукі публічно висловився про те, що Міядзакі «стурбований» відсутністю реклами фільму, але сказав, що довіряє роботі, яка стоїть за цим, і вважає, що це найкраще для фільму. Це перший фільм студії Ghibli та Міядзакі, який вийшов одночасно у IMAX, а також в інших високоякісних форматах, таких як Dolby Atmos, Dolby Cinema та DTS: X.
Фільм був попередньо проданий за кордоном без конкретної дати релізу. Компанія Goodfellas, раніше відома як Wild Bunch International, виступила агентом з продажу фільму. Після виходу фільму в Японії права на північноамериканський прокат придбав дистриб'ютор GKIDS, що зробило цей реліз найширшим за всю 15-річну історію компанії. Фільм під міжнародною назвою «Хлопчик і чапля» був показаний у спеціальних допрем'єрних показах 22 листопада напередодні виходу в кінотеатральний прокат у Сполучених Штатах Америки, що відбудеться 8 грудня 2023 року. Перші фотографії з фільму були опубліковані в театральних буклетах, розповсюджених Ghibli 11 серпня. Міжнародна прем'єра фільму відбулася 7 вересня на Міжнародному кінофестивалі в Торонто 2023 року, як фільм-відкриття, ставши першим анімаційним фільмом в історії, який відкривав фестиваль, і «найсильнішим фільмом-відкриттям фестивалю за останні десятиліття».
Фільм також був показаний на 71-му Міжнародному кінофестивалі в Сан-Себастьяні, Нью-Йоркському кінофестивалі 2023 року, 56-му кінофестивалі в Сітжесі та 42-му Міжнародному кінофестивалі у Ванкувері.
Студія Ghibli передала GKIDS промо-контроль над американським релізом, що змусило GKIDS адаптувати нову маркетингову стратегію, зокрема випустити тизер-трейлер 6 вересня напередодні міжнародної прем'єри фільму на Міжнародному кінофестивалі в Торонто, щоб охопити ширшу аудиторію, зберігаючи при цьому брендинг та цілісність Ghibli. [На міжнародній прем'єрі, де режисер Гільєрмо дель Торо представив фільм на урочистій презентації, віце-президент Studio Ghibli Дзюніті Нішіока заявив, що, всупереч чуткам про відхід на пенсію, Ghibli не вважає «Хлопчика і чаплю» останнім фільмом Міядзакі, і що Міядзакі розробляє ідеї для нового фільму і щодня присутній у своєму офісі, розвіюючи будь-які уявлення про відхід на пенсію. Він сказав, що студія Ghibli не розглядала цей фільм як претендента на нагороди і відкидає ідею асоціювати фільми з перемогами чи поразками, і що головна мета Міядзакі — щоб глядачі дивилися і насолоджувалися фільмом.
Судзукі повторив заяву Нішіоки про наступний проект Міядзакі у жовтні 2023 року, сказавши, що Міядзакі вже відійшов від «Хлопчика і чаплі» і щодня думає про свій новий фільм. Пізніше того ж місяця був випущений офіційний путівник по фільму, в якому показані закулісні матеріали, такі як інтерв'ю, круглі столи та розкадровки.

## Сприйняття
На агрегаторі рецензій Rotten Tomatoes 97 % критиків дали фільму позитивні відгуки з середньою оцінкою 8,5/10. Консенсус критиків сайту стверджує: «„Хлопчик і чапля“, проникливо досліджуючи теми, що спонукають до роздумів, через чудово анімований об'єктив, є ще одним шедевром Міядзакі». На Metacritic фільм отримав середню оцінку 91 зі 100, що вказує на «загальне визнання».
Венді Іде в газеті «The Guardian» писала, що режисер лишився вірним своїй провідній тематиці: «Зрештою, сім'я — навіть роздроблена, недосконала сім'я, уражена втратою — є піднесена, утворюючи центральну основу цієї картини, як це відбувається в багатьох фільмах Міядзакі». Проте фільм непослідовний, з перевантаженим третім актом, а зображений Міядзакі світ дещо безладний і його логіка нагадує нестримну уяву дитини, а не чоловіка за 80. Тому «здається майже грубим зауваження, що це в кращому випадку посередній Міядзакі». «Хлопчик і чапля» не має захопливої простоти «Мого сусіда Тоторо» або чудово реалізованого світу «Віднесених привидами», проте все одно перевершує більшість «цинічно комерційного контенту, який подають голлівудські анімаційні студії».
Бен Трейвіс у журналі «Empire» підсумував: «Фільм неможливо не сприймати як калейдоскопічний автопортрет. Це Міядзакі в образі самотнього хлопчика, сварливої чаплі та мудрого старого чарівника, який роздумує над своїм королівством мрій і божевілля, остерігаючись його падіння або потрапляння в чужі руки». Сюжет напевне відлякає новачків, але буде знайомий тим, хто давно дивляться Міядзакі. Протягом першої години фільм «Хлопчик і чапля» розгортається в помірному темпі, наповнений «прекрасними маленькими гуманістичними моментами» та випадковими діями. В інших місцях це «захопливе пригодницьке, неймовірно смішне та чудово створене свято для очей, розуму, серця та душі».
Згідно з Рафаелем Мотамейором з IGN, Міядзакі повторює сам себе, але робить це свідомо. «Хлопчик і чапля» — це фільм-прощання, що зосереджується на темі спадку Міядзакі та смертності самого митця. Він про те, що потрібно зустріти реальність, навіть якщо вона лиха. «Хлопчик і чапля» слугує застереженням усім, хто прагне імітувати Міядзакі, але також надихає нове покоління бути кращим, аніж попереднє.

## Музичний супровід
Саундтрек до фільму написав давній співробітник Міядзакі — Хісайсі Дзьо. Саундтрек, що складається з 37 пісень, був випущений в Японії 9 серпня 2023 року компанією Tokuma Japan Communications. Кенші Йонедзу відповідав за тематичну пісню під назвою «Chikyūgi» (яп. 地球儀, букв. «Глобус») в Японії та «Spinning Globe» за кордоном. Перший візит Йонедзу до Studio Ghibli у 2018 році призвів до його співпраці з Міядзакі, що була зумовлена його композицією «Paprika» для Літніх Олімпійських ігор 2020 року. Сузукі став свідком того, як Міядзакі співав цю пісню з дітьми в дитячому садку Ghibli, і режисер схвалив композицію після перегляду демо-запису. Йонедзу, якому показали розкадровки та надали деталі проекту, долучився до п'ятирічного творчого процесу з Міядзакі та Сузукі, що завершився створенням музичної композиції.